# جي. سي. واتس
جي. سي. واتس هو لاعب كرة قدم كندية وسياسي أمريكي، ولد في 18 نوفمبر 1957 في يوفاولا في الولايات المتحدة. نشط حزبياً في الحزب الجمهوري (1989 – 1989).

## مناصب
- في انتخابات مجلس النواب الأمريكي 1994 [الإنجليزية]‏، انتخب عضو مجلس النواب الأمريكي عن دائرة Oklahoma's 4th congressional district [الإنجليزية]‏ وقد انضم خلال فترته النيابية [الإنجليزية]‏ (4 يناير 1995 – 3 يناير 1997) للكتلة البرلمانية الحزب الجمهوري.
- في انتخابات مجلس النواب الأمريكي 1996 [الإنجليزية]‏، انتخب عضو مجلس النواب الأمريكي عن دائرة Oklahoma's 4th congressional district [الإنجليزية]‏ وقد انضم خلال فترته النيابية [الإنجليزية]‏ (7 يناير 1997 – 3 يناير 1999) للكتلة البرلمانية الحزب الجمهوري.
- في انتخابات مجلس النواب الأمريكي 1998 [الإنجليزية]‏، انتخب عضو مجلس النواب الأمريكي عن دائرة Oklahoma's 4th congressional district [الإنجليزية]‏ وقد انضم خلال فترته النيابية (6 يناير 1999 – 3 يناير 2001) للكتلة البرلمانية الحزب الجمهوري.
- في انتخابات مجلس النواب الأمريكي 2000 [الإنجليزية]‏، انتخب عضو مجلس النواب الأمريكي عن دائرة Oklahoma's 4th congressional district [الإنجليزية]‏ وقد انضم خلال فترته النيابية [الإنجليزية]‏ (3 يناير 2001 – 3 يناير 2003) للكتلة البرلمانية الحزب الجمهوري.
- انتخب عضو  [لغات أخرى]‏ Oklahoma Corporation Commission [الإنجليزية]‏ (1990 – 1995).
- انتخب رئيس المؤتمر الجمهوري لمجلس النواب الأمريكي [الإنجليزية]‏ (3 يناير 1999 – 3 يناير 2003).
- انتخب عضو مجلس النواب الأمريكي (3 يناير 1995 – 3 يناير 2003).

## وصلات خارجية
- جي. سي. واتس على موقع IMDb (الإنجليزية)
- جي. سي. واتس على موقع الموسوعة البريطانية (الإنجليزية)
- جي. سي. واتس على موقع إن إن دي بي (الإنجليزية)